# Theodor Wertheim
Theodor Wertheim (Vienna, 25 dicembre 1820 – Vienna, 6 luglio 1864) è stato un chimico austriaco.

## Biografia
Era il padre del ginecologo Ernst Wertheim (1864-1920). Studiò chimica organica a Berlino come allievo di Eilhard Mitscherlich, e nel 1843 andò all'Università di Praga, dove studiò sotto Josef Redtenbacher. Prestò servizio come privatdozent a Vienna, e dal 1853 al 1860 fu professore all'Università di Pest. Dal 1861 in poi, fu professore all'Università di Graz. Nel maggio 1864 tornò a Vienna, dove morì poco dopo.
Nel 1844 Wertheim distillò una sostanza pungente dell'aglio, chiamandola "allile". Nella sua ricerca, ha notato la stretta relazione tra l'olio d'aglio e l'olio di senape. Ha pubblicato una serie di studi su olio d'aglio, piperina, chinino e coniina in Annalen der Chemie di Liebig.